# Жмурко Віктор Андрійович
Віктор Андрійович Жмурко (27 березня 1934 — 21 травня 2020) — український радянський діяч, генеральний директор виробничого енергетичного об'єднання «Донбасенерго». Депутат Верховної Ради УРСР 11-го скликання.

## Біографія
У 1957 році закінчив Харківський політехнічний інститут імені Леніна.
Працював на різних інженерних посадах.
Член КПРС з 1971 року.
У 1974—1980 роках — заступник головного інженера, головний інженер виробничого енергетичного об'єднання «Донбасенерго».
У 1980—1986 роках — генеральний директор виробничого енергетичного об'єднання «Донбасенерго».
У 1986—1992 роках — начальник відділу енергетики і електрифікації Державного паливно-енергетичного комплексу Ради Міністрів СРСР, член комітету з питань енергетики РМ СРСР.
З 1992 року працював у Державному комітеті Російської Федерації з економічного співробітництва з державами — членами РЕВ.
Потім — на пенсії в місті Москві.

## Нагороди
- Орден Трудового Червоного Прапора
- Орден «Знак Пошани»
- Орден Мужності (Російська Федерація, 1996)
- медаль «За доблесну працю. В ознаменування 100-річчя з дня народження Володимира Ілліча Леніна» (1970)
- медалі
- «Почесний енергетик Російської Федерації» (2016)